# Hồ Malombe
Hồ Malombe là hồ lớn thứ ba ở miền nam Malawi, sau hồ Malawi và hồ Chilwa. Nó được cấp nước bởi sông Shire, tại Southern Region. Trung tâm hồ nằm ở tọa độ khoảng 14°37′36″N 35°15′6″Đ / 14,62667°N 35,25167°Đ. Nó có diện tích khoảng 315 km², độ sâu tối đa đạt 250 m. Bờ hồ hoang vu và lầy lội. Nó nối với hồ Malawi bởi sông Shire, cách đó khoảng 15 km (10 km theo đường chim bay). Trong những năm gần đây số lượng ngư dân đánh bắt cá trong hồ đã tăng lên đáng kể, điều này dẫn tới sự sụt giảm số lượng của một vài loài cá, chẳng hạn như rô phi chambo (Oreochromis spp.). Theo số liệu của FAO thì mỗi năm người dân đánh bắt khoảng trên 12.000 tấn cá từ hồ này. Ở phía đông nam hồ này là Vườn quốc gia Liwonde.